# Santa Maria del Rimedio al Molo Grande (Nápoly)
A Santa Maria del Rimedio al Molo Grande templom Nápoly történelmi központjában.

## Története
Mint arra neve is utal, a templom a kikötő nagy mólója mellett állt, a Castel Nuovo szomszédságában. A szomszédos arzenál katonái építtették a 17. században. A templomot 1848-ban áttelepítették utat engedve a kikötő bővítésének. A templomot neoklasszicista stílusban újították fel Clemente Fonseca tervei alapján. 1912-ben ismét elbontották a Corso Umberto I (más nevén Rettifilio) megépítésekor. Ezt követően építették fel mai helyén. A templom ma már nem működik, üzletek működnek benne valamint egyes részeit lakásokká alakították át. A templom homlokzatának érdekessége a háromszögű timpanonnal koronázott bejárat. A templomot Szent Ágotát és Szent Terézt, a tengerészek védőszentjeit ábrázoló festmények díszítették.